# Çetë (Berat)
Çetë es un pueblo en el antiguo municipio de Cukalat en el condado de Berat, Albania. En la reforma del gobierno local de 2015 pasó a formar parte del municipio Dimal.